# 스탠퍼드 철학 백과사전
스탠퍼드 철학 백과사전(Stanford Encyclopedia of Philosophy, SEP)은 동료평가를 거친 철학 논문들로 이루어진 온라인 백과사전이다. 인터넷 상에서 자유롭게 접근할 수 있다. 스탠퍼드 대학교가 유지관리하며, 각 항목은 전세계 학문 기관의 교수들을 포함한 각 분야의 전문가들이 작성하고 유지한다. 스탠퍼드 대학교는 각 항목을 출판할 수 있으나, 저작권은 저자에게 귀속된다.

## 소개와 역사
SEP에는 2022년 8월 5일 기준으로 1,774개의 항목들이 게시되어 있다. 이 백과사전은 온라인상의 상태와는 별개로 대부분의 백과사전과 학술지의 전통적인 학문적인 접근방식을 사용하여, 백과사전과 동료평가를 통해 다루는 영역에서 (반드시 전문가일 필요는 없지만) 유능한 편집자나 편집위원회가 현장에서 선별한 전문적인 작가들을 통하여 획득한 높은 수준의 문서를 얻어낸다.
스탠퍼드 철학 백과사전은 에드워드 N. 잘타가 1995년에 종이책 형태의 전통적인 백과사전처럼 시간이 흐르면서 뒤쳐지지 않는, 정기적으로 갱신되는 역동적인 백과사전을 사람들에게 제공하고자 하는 명확한 목표를 가지고 만들어냈다. 백과사전의 성격은 학자들 사이의 논리적인 불합치를 반영하기 위해 동일한 주제로 서로 대립하는 글들이 올라오는 것을 허용한다. 스탠퍼드 철학 백과사전은 처음에는 미국의 국립인문학기금과 국립과학재단의 공공기금을 토대로 개발되었다. 많은 대학 도서관들과 도서관 협회들이 백과사전에 대한 오픈액세스를 유지하기 위한 장기적인 자금조달을 도왔다. 이 기관들은 스탠퍼드 백과사전이 학술자료출판연합, 국제도서관협회연합, 남동부도서관네트워크와 함께 고안한 계획에 따라 국립인문학기금이 진행하는 자금조달에 기여한다.

## 참고 문서
- 철학 백과사전
- 인터넷 철학 백과사전
- 넬슨 백과사전
- 러틀리지 철학 백과사전
- 온라인 백과사전의 목록

## 같이 보기
- 온라인 백과사전 목록